# لیولیاکووو (استان دوبریچ)
لیولیاکووو (به بلغاری: Lyulyakovo) یک منطقهٔ مسکونی در بلغارستان است که در شهرستان جنرال توشوو واقع شده‌است.